# Theodore Bruce
Pour les articles homonymes, voir Bruce.
Theodore William « Bill » Bruce  (né le 28 juillet 1923 à Adélaïde et mort le 1er août 2002) est un athlète australien spécialiste du saut en longueur. 

## Biographie
De 1947 à 1950, il remporte consécutivement les championnats d'Australie par quatre fois à la longueur ; en 1949, il termine par ailleurs à la seconde place au saut en hauteur.

### Palmarès
| Date | Compétition           | Lieu    | Résultat | Performance |
| ---- | --------------------- | ------- | -------- | ----------- |
| 1948 | Jeux olympiques d'été | Londres | 2e       | 7,55 m      |

### Records
| Épreuve          | Performance | Lieu | Date |
| ---------------- | ----------- | ---- | ---- |
| Saut en longueur | 7,59 m      |      | 1947 |